# Klon Centaur

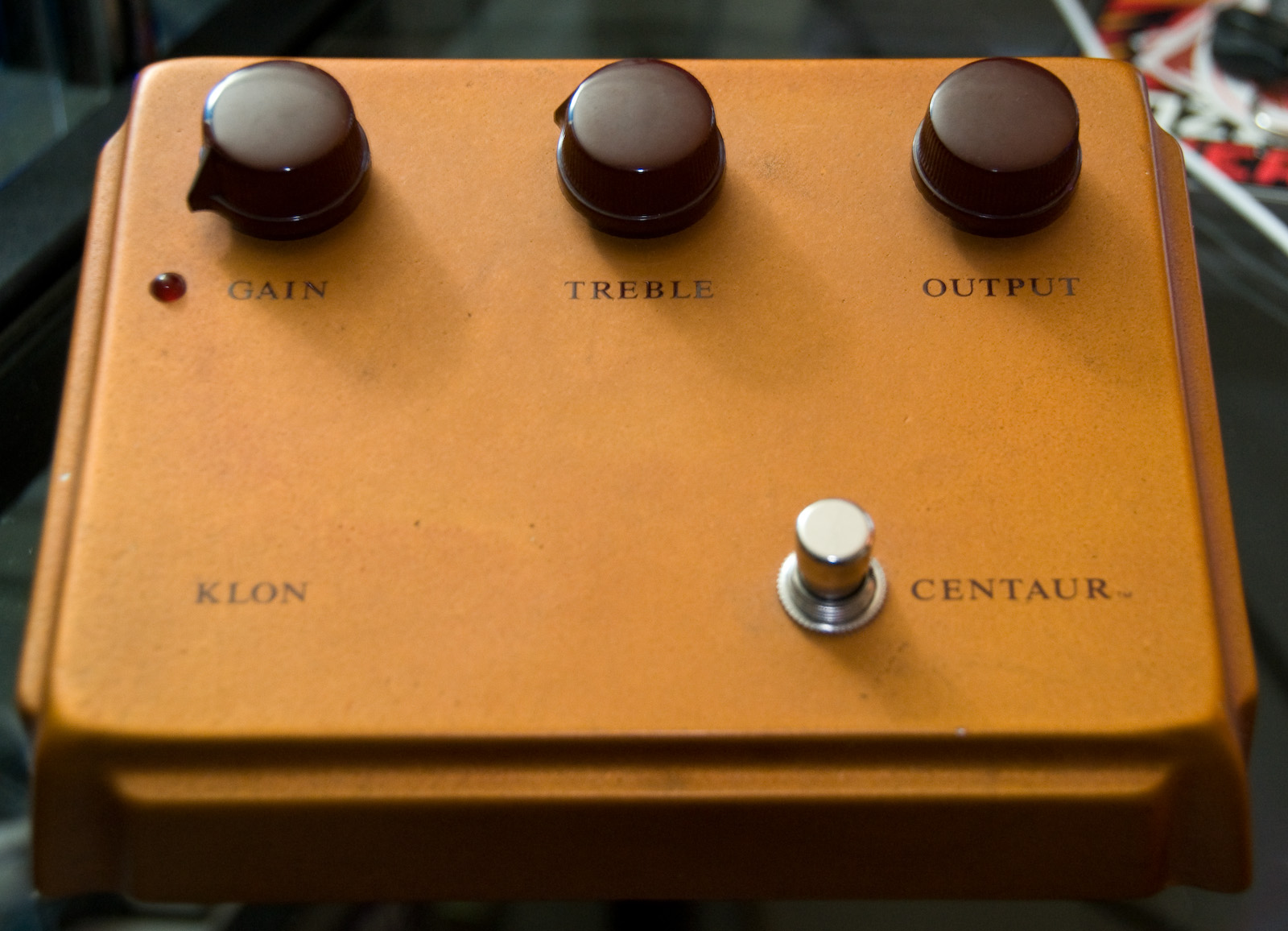
Klon Centaur (zonder logo)

De Klon Centaur is een door Bill Finnegan met de hand gebouwd overdrivepedaal  voor elektrische gitaar dat van 1994 tot en met 2008 in productie was. Er zijn zo’n 8000 stuks van gebouwd. Deze pedalen zijn tegenwoordig zo geliefd dat ze op veilingen enkele duizenden euro’s opleveren.
De Centaur werd “geboren” nadat Finnegan rond 1990 had opgemerkt dat hij zijn Fender Twin Reverb in de meeste clubs niet hard genoeg kon zetten om hem tot zijn gewenste soort oversturing te krijgen. De op dat moment populair geworden Ibanez Tube Screamer en andere overdrive pedalen gaven hem ook niet het transparante doch overstuurde geluid wat hij zocht. Dus besloot hij samen met een vriend die veel technische kennis had een nieuw overdrivecircuit te ontwerpen waarbij de klankeigenschappen van ieder onderdeel dagen lang minutieus werd beluisterd en vergeleken tot hij een volgens hem nagenoeg perfect overdrivecircuit had ontwikkeld.

## Ontwerp
Het circuit zat in een relatief grote unieke pedaalbehuizing die in eerste instantie goudkleurig en later zilverkleurig was. Op de meeste Centaurs is een Centaur met een zwaard in de hand afgebeeld. Het pedaal heeft naast de voetschakelaar de drie draaiknoppen - op de Centaur gain, treble en output genoemd - die op de meeste overdrivepedalen terug te vinden zijn.
Het circuit wordt omschreven als hard-clipping overdrive/distortion en het clippen wordt bereikt door twee germanium-diodes. De voorgaande OpAmps clippen echter ook al door oversturing. Er is dus sprake van getrapt clippen. Het pedaal staat bekend om zijn transparante warme klank die aan een oversturende buizenversterker doet denken. Dit wordt bereikt door ook een onvervormd signaal bij het overstuurde signaal te mengen. De gainknop bevat een dubbele potentiometer. Wanneer deze naar rechts gedraaid wordt, wordt er meer overstuurd, en gelijktijdig wordt er minder onvervormd signaal ingemengd. Gevolg hiervan is dat de klank bij lagere gain-instellingen aan dat van een softclipping-pedaal doet denken. De Klon is een zogenaamd buffered bypass pedaal wat inhoudt dat wanneer het pedaal uit staat het signaal nog steeds door een voorversterker-circuit gaat dat het signaal een maal versterkt.
Bij de introductie kostte het pedaal 225 dollar. 225 dollar was in 1994 overigens duur voor een effectpedaal. De markt van hi-end boutique-pedalen bestond nog nauwelijks. Het bestelproces van de originele Centaur hield een persoonlijk telefoongesprek met Finnegan in waarin hij wilde weten wat de speelstijl en de set-up (type gitaar, versterker andere effecten etc...) van de klant was en waarvoor hij het pedaal dacht nodig te hebben. Finnegan wilde het pedaal alleen leveren als hij dacht dat de klant absoluut tevreden zou zijn. Ondanks deze tactiek liep hij toch tegen een achterstand in de productie aan. In 2008 stopte Finnegan met het aannemen van bestellingen voor de Klon Centaur omdat de bouw van het pedaal te arbeidsintensief was en hij bij een prijskaartje van inmiddels 329 dollar nauwelijks winst maakte. De Klon Centaur in z’n toenmalige uitvoering was ook niet geschikt voor productie op grotere schaal.

## Klon KTR
Vanaf 2008 was Finnegan bezig met het ontwerpen van een nieuwe uitvoering van de Centaur die gebruik maakt van technieken die geschikter zijn voor massaproductie. Uitgangspunt daarbij was dat deze nieuwe uitvoering vrijwel identiek zou klinken maar het pedaal een stuk kleiner zou zijn. Zo zijn, op de clippingdiodes na, alle componenten SMD-componenten. Daarnaast kwam er een keuzeschakelaar voor buffered bypass of true bypass op. In 2012 bracht Finnegan de nieuwe lijn genaamd Klon KTR op de markt. Deze zijn niet door hem zelf gebouwd, maar gebruiken wel door hem goedgekeurde componenten waardoor de klankeigenschappen daadwerkelijk identiek zijn aan die van de Centaur.
Op de rode behuizing van de Klon KTR staat geschreven "kindly remember that the ridiculous hype that offends so many is not of my making" (Mag ik je er vriendelijk aan herinneren dat de belachelijke hype die zovelen beledigt niet van mijn makelij is) refererend aan de “astronomische bedragen” die inmiddels voor het originele pedaal werden neergeteld.

## Gebruik
De Klon Centaur (en kopieën) wordt niet alleen als overdrive gebruikt. Het circuit leent zich ervoor om ook onvervormd een clean signaal te boosten en de klank te “focussen”. Ook is het circuit geschikt voor “tone stacking” waarbij er een overdrive pedaal voor de Klon Centaur geschakeld is.

## Bekende gebruikers
Bekende gebruikers van de Klon Centaur zijn onder meer:
- John Mayer
- Joe Bonamassa
- Jeff Beck
- Andy Summers

## Kopieën

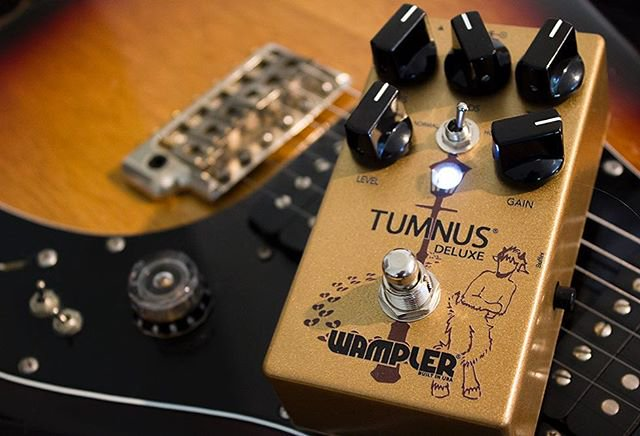
De Wampler Tumnus Deluxe is een variant die een uitgebreide toonregeling aan het Klon Centaur circuit toevoegt.

Het schema van de Klon Centaur was jaren lang een goed bewaard geheim. De printplaat was overgoten met ondoorzichtig kunsthars zodat het niet gemakkelijk te achterhalen was. In 2007 werd het circuit toch achterhaald en op menig internet forum gedeeld.
Na het staken van de productie begonnen diverse bedrijven het circuit na te maken. Vaak klinken deze “kopieën” net anders dan de originelen omdat niet alle onderdelen meer beschikbaar zijn, te duur zijn of er bewust voor andere componenten is gekozen om een variatie op de originele Klon-klank te bereiken. Ook zijn er variaties in het circuit om bijvoorbeeld zwaardere distortion te bereiken of een breder of juist smaller tonaal bereik te hebben. Finnegan was op dat moment ervan overtuigt dat hij de enige in de wereld was die beschikt over een voorraad van het specifieke type germaniumdiodes dat hij voor de Centaur en latere KTR selecteerde. In 2023 vertelde Brian Wampler van Wampler Pedals dat hij een oude voorraad elektronisch identieke germaniumdiodes had gevonden en ze (voor zover hij weet) allemaal heeft opgekocht. Deze zitten in zijn Germanium Tumnes-pedalen verwerkt. Het circuit daarvan is overigens licht aangepast naar Wampler smaak.
Er zijn tegenwoordig Klon kopieën in prijscategorieën tussen 15 en 350 euro op de markt. De kwaliteit verschilt aanzienlijk. Naast analoge kopieën zijn er ook digitale simulaties van de Centaur terug te vinden op de meeste hedendaagse multi-effecten voor gitaar.

### Lijst van Klon-geïnspireerde pedalen
De in de lijst genoemde pedalen zijn meestal geen exacte kopieën maar gebruikten wel het schema van Finnegan als uitgangspunt.
- Wampler - Tumnus
- Wampler - Tumnus Deluxe
- Wampler - Germanium Tumnus
- J. Rockett - Archer
- J. Rockett - Rockaway Archer
- Mosky - Golden Horse
- Caline - Pegasus
- EHX - Soulfood
- Tone Bakery - Creme Brulee
- Elektron - Analog Overdrive (bevat 8 overdrivecircuits waaronder het Klon-circuit, niet meer in productie)
- JHS - Klon Replica (niet meer verkrijgbaar)
- JHS - NOTAKLÖN (bouwpakket uit 2023 met IKEA-achtige uitstraling)
- Ceriatone - Centura (natuurgetrouwe kopie, identiek aan het origineel)
- Warm Audio - Centavo
- Anasounds - Savage
- Behringer - Centaur

## Trivia
- Pedalen-fabrikant JHS bouwde enkele jaren een kopie van de Klon Centaur, maar heeft altijd gezegd dat ze de productie zouden staken als Bill Finnegan de productie zou hervatten[4].
- Na het staken van de productie van de Centaur bouwde Finnegan sporadisch nog een Centaur van de restant voorraden die hij had. Deze gaf hij aan een vriendin die het niet breed had zodat ze die op EBay kon veilen.
- In juni 2025 startte Bill Finnegan een rechtszaak tegen Behringer dat een kopie in een iets kleinere behuizing op de markt bracht. Anders dan andere merken had Behringer de naam Centaur en een sterk gelijkende afbeelding van een centaur met zwaard op het pedaal aangebracht. Daarmee vind Finnegan dat zijn intellectuele-eigendomsrechten zijn geschonden. Behringer paste daarop de naam en het logo aan. Het pedaal heet sindsdien Centara en afbeelding van de centaur met zwaard werd vervangen door een langharige centaur met speer.